# Petronius (cràter)

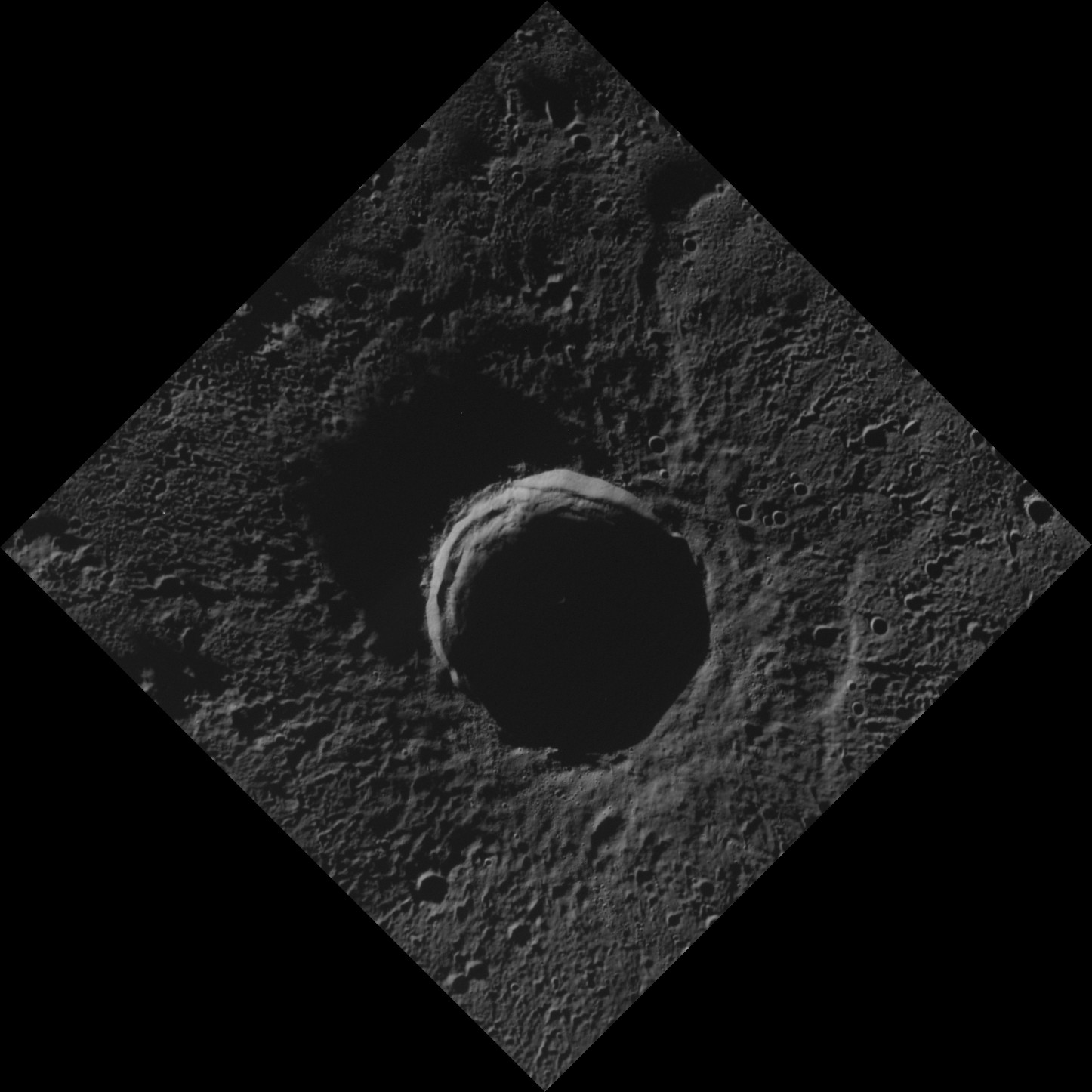
Fotografia del cràter Preronius des de la sonda Messenger.

Petronius és un cràter d'impacte en el planeta Mercuri de 36 km de diàmetre. Porta el nom de l'escriptor de l'antiga Roma Gaius Petronius Arbiter (c. 27-66), i el seu nom va ser aprovat per la Unió Astronòmica Internacional el 2012.